# Krajská soutěž – Žilina 1951
Krajská soutěž – Žilina 1951 byla po zrušení Celostátního československého mistrovství II jednou z 21 skupin 2. nejvyšší fotbalové soutěže v Československu. V soutěži se utkalo 10 týmů každý s každým dvoukolovým systémem jaro-podzim. 

## Konečná tabulka
| Poř. | Tým                               | Z  | V  | R | P  | VG | OG | B  |
| ---- | --------------------------------- | -- | -- | - | -- | -- | -- | -- |
| 1.   | JSO Sokol Manet Považská Bystrica | 18 | 10 | 4 | 4  | 57 | 27 | 24 |
| 2.   | ŠK Železničiari Vrútky            | 18 | 8  | 5 | 5  | 26 | 34 | 21 |
| 3.   | SBZ Ružomberok                    | 18 | 8  | 3 | 7  | 48 | 35 | 19 |
| 4.   | PCHZ Čadca                        | 18 | 8  | 3 | 7  | 37 | 33 | 19 |
| 5.   | Makyta Púchov                     | 18 | 8  | 3 | 7  | 39 | 35 | 19 |
| 6.   | Cementáreň L. Lúčka               | 18 | 8  | 3 | 7  | 33 | 43 | 19 |
| 7.   | Kriváň Martin                     | 18 | 7  | 3 | 8  | 41 | 37 | 17 |
| 8.   | TJ Drevina Krásno nad Kysúcou     | 18 | 6  | 4 | 8  | 34 | 40 | 16 |
| 9.   | Sokol PCHZ Palúdzka               | 18 | 7  | 1 | 10 | 28 | 43 | 15 |
| 10.  | ZSJ Partizán Liptovský Mikuláš    | 18 | 5  | 1 | 12 | 30 | 46 | 11 |

Poznámky:
- Z = Odehrané zápasy; V = Vítězství; R = Remízy; P = Prohry; VG = Vstřelené góly; OG = Obdržené góly; B = Body;